# Baie de Bandol
La baie de Bandol est une baie de France située en Provence, entre Bandol et l'île de Bendor au nord-ouest et la pointe de la Cride au sud-est.